# استان فرنیافه
استان فرنیافه (به اسپانیایی: Provincia de Ferreñafe) یک استان در پرو است که در منطقه لامبایکه واقع شده‌است. استان فرنیافه ۱٬۵۷۸٫۶ کیلومتر مربع مساحت و ۹۷٬۴۱۵ نفر جمعیت دارد.